# Mosca-Petuškì
Mosca-Petuškì: poema ferroviario (in russo Москва-Петушки?) è un romanzo di genere poema ferroviario dello scrittore sovietico Venedikt Vasil'evič Erofeev, circolato in URSS per la prima volta nel 1970 come samizdat e poi pubblicato, in russo, a Gerusalemme nel 1973. In lingua italiana è stato tradotto anche con i titoli Mosca sulla vodka e Tra Mosca e Petuški.

## Storia editoriale
Sebbene alla fine del romanzo venga indicata come data di stesura l'autunno del 1969, in un'intervista Erofeev rivelò di avervi lavorato in realtà nei primi mesi del 1970, e in particolare tra il 19 gennaio e il 6 marzo. Iniziò subito a circolare sotto forma di samizdat (libro auto-pubblicato) e poi, dal 1973, come tamizdat, cioè libro pubblicato all'estero. Uscì inizialmente in versione ridotta sull'almanacco letterario AMI, a Gerusalemme, poi uscì in versione integrale a Parigi nel 1977, pubblicato dalla YMCA Press in russo e francese. Mentre all'estero il successo fu immediato, in Russia poté circolare solo dopo 1988, dapprima a puntate sulla rivista Trezvost' i kul'tura, poi sull'almanacco letterario Vest' (nel 1989) e infine, nel 1990, in volume, pubblicato dalle case editrici Interbuk e Prometej.

## Trama
Il protagonista Venička, un alter ego dell'autore, dopo avere vagabondato ubriaco per Mosca raggiunge la stazione di Kursk, dove prende un treno diretto a Petuškì, una città a cui sono legati molti suoi ricordi d'infanzia. La sua percezione del viaggio è però deformata dal suo stato di alterazione dovuta all'alcol. La narrazione intreccia visioni e sogni agli incontri con gli altri passeggeri, anch'essi ubriachi.
Nel romanzo c'è un quindi un viaggio fisico, che è scandito dalle fermate e dall'incontro con gli altri passeggeri, e un viaggio interiore, rappresentato dall'ininterrotto flusso di pensieri di Venička, che passa attraverso il turpiloquio (a causa delle lamentele, il capitolo Serp i molot-Karačarovo fu censurato dallo stesso autore, che lasciò solo la frase «E giù a bere»), citazioni bibliche, visioni e dialoghi con personaggi reali e irreali (come gli angeli e Satana). Il tutto è accompagnato dalla perenne ricerca di alcool.
Nel finale, Venička, invece che a Petuški, si ritrova di fronte al Cremlino a Mosca, dove un gruppo di quattro malviventi lo aggredisce e lo pugnala con un punteruolo alla gola, uccidendolo.

## Critica
Come scrive Guido Carpi:
( Guido Carpi, Storia della letteratura russa, II. Dalla rivoluzione d'Ottobre a oggi, Roma, Carocci, 2020  [2016],  p. 278.)
Centrale nel romanzo è il tema dell'alcolismo, ampiamente diffuso all'epoca nell'Unione Sovietica e contro cui erano state varate dal Partito Comunista diverse campagne, rivelatasi inefficaci. Il ricorso all'alcool può essere interpretato come una via di fuga da uno stato che non offre alternative ma anche un mezzo per poter osservare la realtà con uno sguardo diverso.
Il viaggio di Venička, però, può anche essere interpretato come l'esperienza di chi, annebbiato dall'alcool (e dall'ideologia) vagheggia di raggiungere un luogo perfetto quanto illusorio, ma finisce per essere ricacciato nel caos e nel degrado da cui proviene. Caos che viene rappresentato anche dell'intertestualità che caratterizza il romanzo, in cui si mescolano citazioni della Bibbia a slogan utilizzati dalla propaganda sovietica.

## Edizioni
Edizione originale
- Venedikt Erofeev, Москва-Петушки, 1970 (autopubblicato), poi sulla rivista AMI, Israele, 1973

Edizione critica
- Venedikt Erofeev, Москва-Петушки, con commento di Eduarda Vlasova, Mosca, Vagrius, 2001

Edizioni in italiano
- Venedikt Erofeev, Mosca sulla vodka, traduzione di Pietro Zveteremich, Milano, Feltrinelli, 1977.
- Venedikt Erofeev, Tra Mosca e Petuški, traduzione di Marco Caramitti, Roma, Fanucci, 2003.
- Venedikt Erofeev, Mosca-Petuški, in Mosca-Petuški e altre opere, traduzione di Gario Zappi, Milano, Feltrinelli, 2004.
- Venedikt Erofeev, Mosca-Petuškì: poema ferroviario, traduzione di Paolo Nori, Macerata, Quodlibet, 2014.